# José Carlos de Borbón

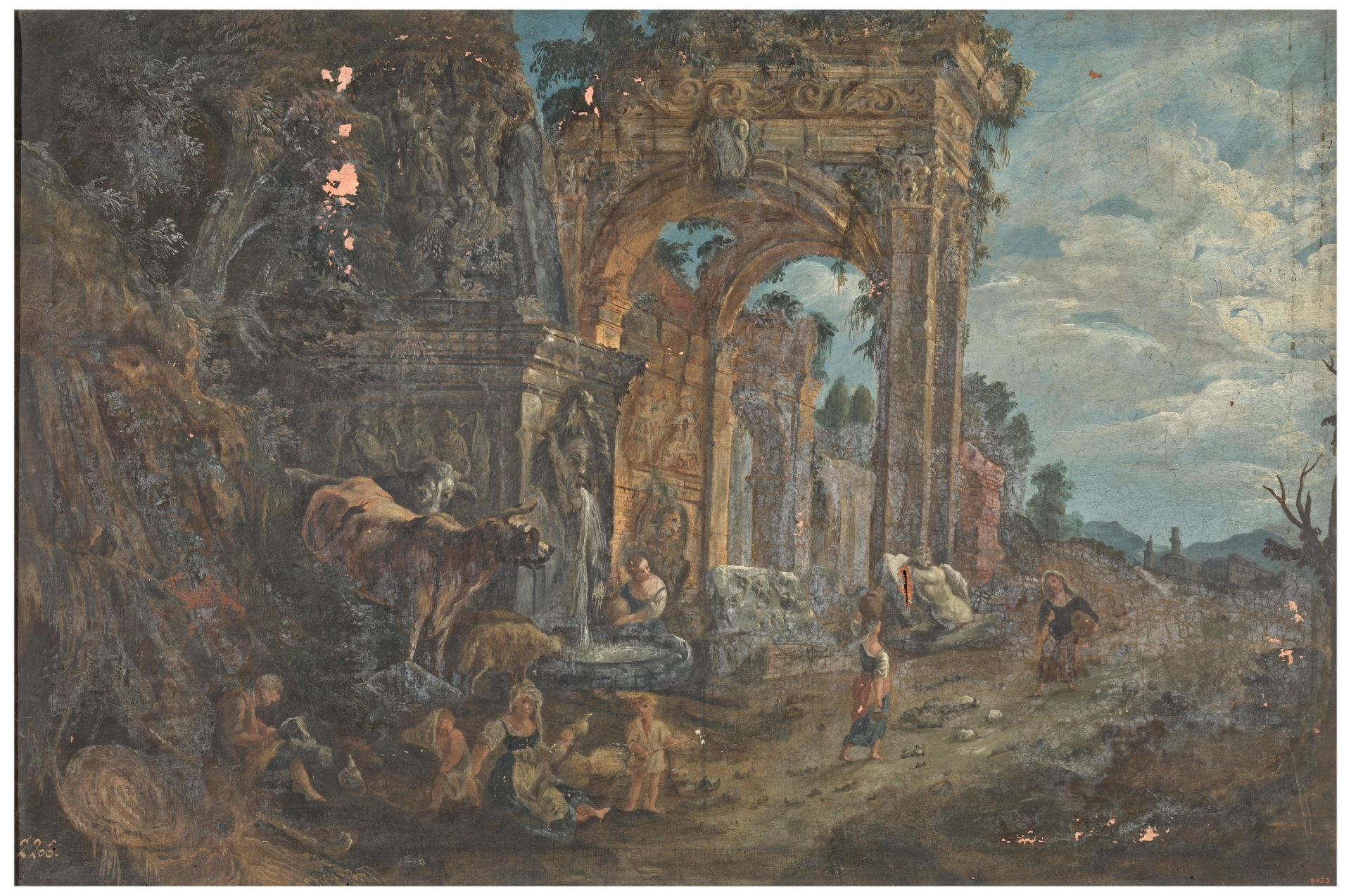
Paisaje con ruinas, personajes y vacas, óleo sobre lienzo, 71 x 107 cm, Madrid, Museo Nacional del Prado. A la izquierda un hombre parece tomar apuntes de una escena centrada en una fuente a la que acuden varias mujeres con cántaros y, en primer término, sentada, otra mujer hilando con un huso entre dos niños, uno semidesnudo secándose y el segundo vestido con una camisilla jugando con un molinete.

José Carlos de Borbón ( ? -Madrid, 1779), pintor y escenógrafo, prohijado por Carlos VII de Nápoles, que lo llevó con él a Madrid en 1759 al acceder al trono de España como Carlos III. En 1768 recibió el título de pintor del rey.

## Biografía
Negro de nación, fue, al parecer, capturado en su infancia o adolescencia por un barco de la armada real napolitana a bordo de una nave argelina con patente de corso, en la que no se sabe si había sido embarcado como mercancía, para ser vendido como esclavo, o era parte de su tripulación. Con él fueron capturados sus dos hermanos, los tres prohijados por Carlos III: Genaro Carlos de Borbón, que sería picador de las caballerizas reales, y Antonio Carlos de Borbón, arquitecto de obras reales. Pequeña pista del origen de los hermanos da el testamento de este último, en el que dijo ser natural de los reinos de Indias aunque no recordaba el nombre de la población por haber sido llevado «desde tierna edad a la Corte de Nápoles».
Colocados bajo la tutela de Miguel de Ignarra, presbítero, que se encargó de su formación y adoctrinamiento en la fe cristiana, recibieron el bautismo, apadrinados por el propio monarca, y, junto con un cuarto esclavo, formaron la llamada Casa de los Negros, que en Madrid iba a incorporarse al personal de la Real Cámara del Palacio Nuevo.
La Casa de los Negros, en la que residieron hasta sus respectivos matrimonios, definida por José Miguel López García como «una representación simbólica e informal de los esclavos del rey en palacio» y reflejo del empeño puesto por Carlos III en el desarrollo de la esclavitud, proporcionó a los hermanos, formados en oficios palaciegos, unas condiciones excepcionales también en lo material, sin posible comparación con el trato recibido por el común de los numerosos esclavos del rey. El mismo López García ha calculado para la Casa de los Negros unos gastos mensuales en 1760 de entre 1800 y 2500 reales de vellón, incluidos los 1000 reales del sueldo del preceptor, lo que suponía una media de nueve reales diarios en alimentación para cada uno de ellos, el doble de lo que cobraba en Madrid un jornalero no cualificado.
Su formación artística debió de recibirla ya en Nápoles, con una rica tradición escenográfica y quizá a la sombra del escenógrafo y decorador de interiores Vincenzo dal Re, a quien se sabe activo de 1737 a 1762. El carácter efímero de los telones y decoraciones teatrales impide que se conozca nada de su trabajo en este orden, del que se tienen, además, escasas noticias. Es posible que sustituyese en las mutaciones del Coliseo del Buen Retiro a Francesco Battaglioli, que en 1760 regresó a Italia, pero el mismo año Corrado Giaquinto informó de su escasa suficiencia como pintor de cartones para tapices.

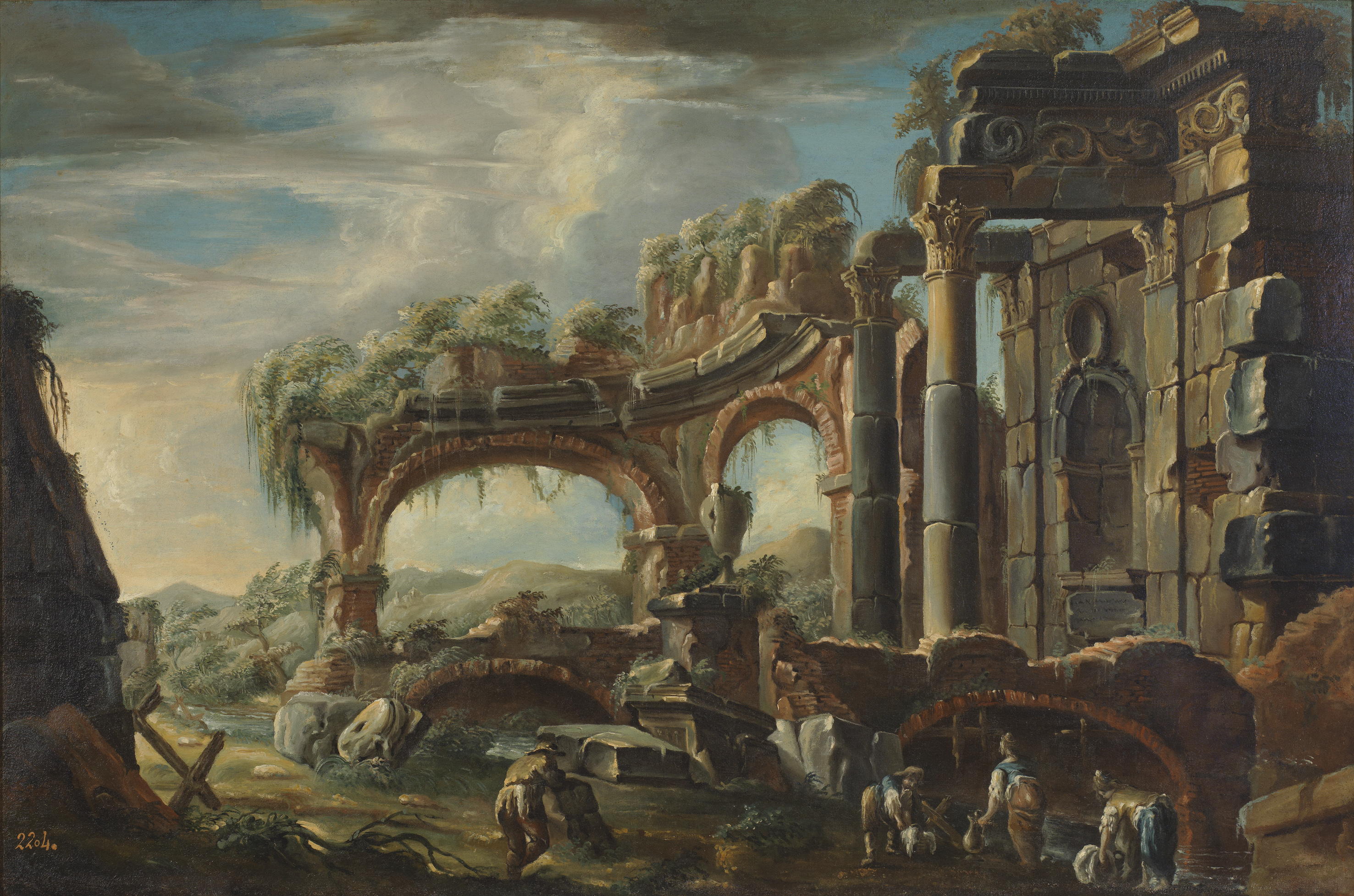
Paisaje con ruinas y figuras, óleo sobre lienzo, 84 x 126 cm, Madrid, Museo del Prado.

Contrajo matrimonio en 1765 con Catalina Terrari, o Ferrari, y se le asignaron nueve mil reales de vellón al año, que no siempre cobró con regularidad. De hecho, ese mismo año hubo de pedir una ayuda al monarca para saldar deudas que se había visto obligado a contraer al adelantar los materiales empleados para cinco pinturas al temple de dos varas de alto, algo más de un metro y medio, lo que excluye que puedan considerarse escenas teatrales. El sumiller de corps recomendó se le diesen doce doblones sencillos y que, en adelante, cada vez que pintase un cuadro, por los que cobraba aparte, presentase una minuta para que se le abonasen las cantidades correspondientes de seis en seis meses. Es posible que al mismo tiempo de contraer matrimonio se le concediese la manumisión, pues en un documento de diciembre de 1767, por el que se autorizaba el pago de seiscientos reales por «los cinco cuadros que contiene la memoria adjunta para servicio de S. M.», se le daba ya tratamiento de don.
José Luis Morales y Marín recoge documentos de pago por obra hechos con regularidad de 1770 a 1778, por cuadros presentados al rey cuyos asuntos solo en algún caso se especifican, como los «seis cuadros apaisados de arquitectura prospectiva», que presentó en diciembre de 1770, por los que se le abonaron 900 reales, o los «dos cuadros grandes, representando, el uno vistas de perspectivas, cabañas y ganados y el otro un desierto entre peñas», por los que en diciembre de 1771 cobró seiscientos reales.
Falleció en Madrid en 1779, por causas, según se dice, relacionadas con las adversas condiciones climáticas (Pequeña Edad del Hielo), después de larga enfermedad. Fue enterrado el 17 de agosto y a su viuda, que hubo de suplicar una ayuda real por encontrarse enferma y «sin más amparo que la Paternal Benignidad de Vª, Magd.» se le concedió una pensión de ocho reales diarios. La última noticia, del 29 de diciembre de 1779, es la presentación al rey por Catalina Terrari de «tres cuadros que dejó trabajados el difunto Dn. José Carlos de Borbón, pintor de S. M.», por los que se le pagaron seiscientos reales de vellón.

## Obra

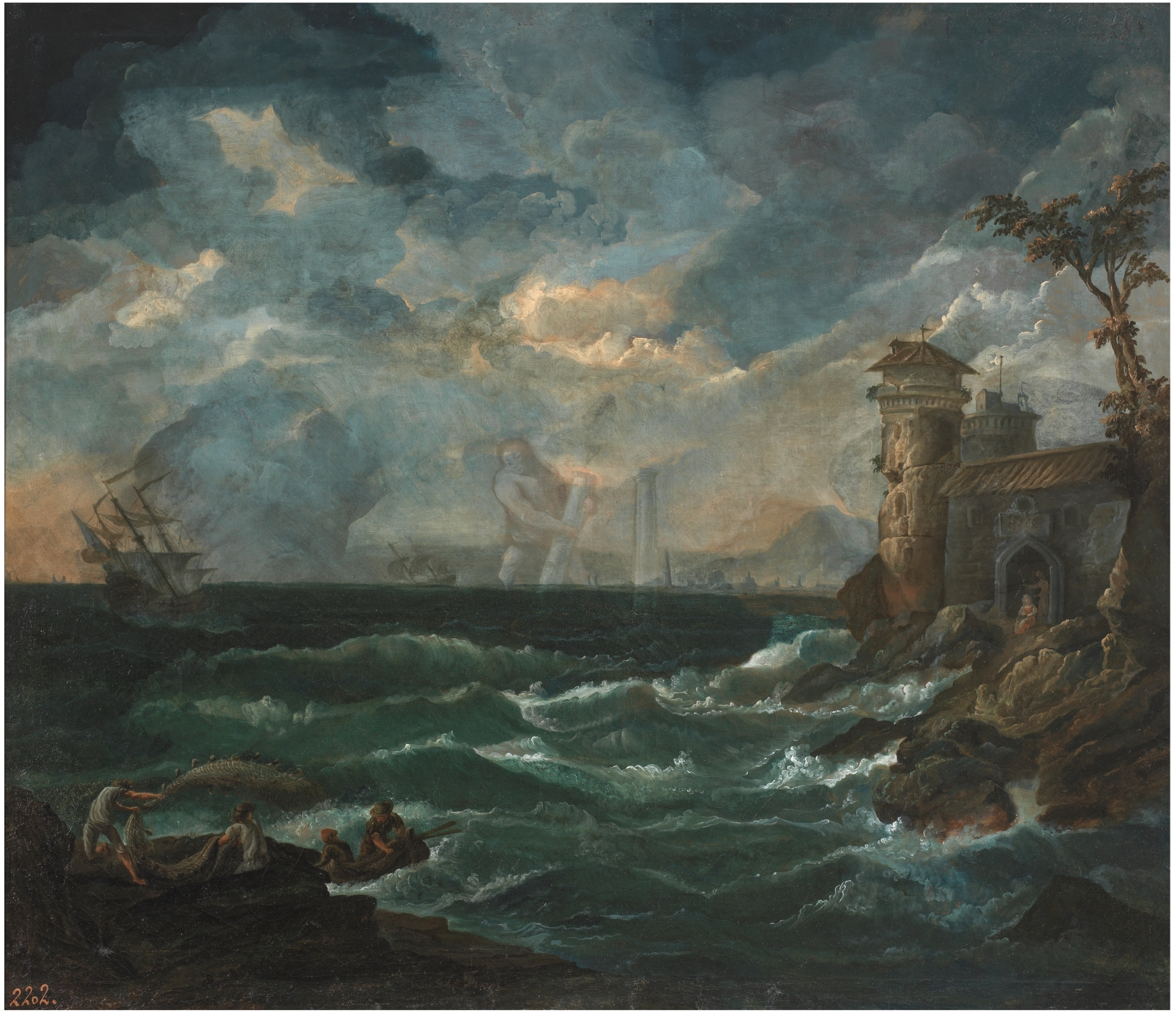
Marina con las columnas de Hércules, 1777, óleo sobre lienzo, 85 x 98 cm, Madrid, Museo del Prado.

En el Museo del Prado se encuentran inventariados quince cuadros procedentes de la colección real atribuidos a José Carlos de Borbón, aunque ninguno expuesto y alguno depositado en otras instituciones. Se trata de marinas con cielos tormentosos y escenas de naufragio y, en mayor medida, de paisajes con ruinas de recargada decoración vistas en perspectiva, pobladas por pequeñas figuras de pastores o gentes del campo y ganado. Por los recibos de pago consta que en ocasiones pudo componer historias tomadas de la Historia sagrada, como la Huida a Egipto con marco dorado por la que se le abonaron novecientos reales de vellón el 3 de enero de 1773, y el país con la aparición del arcángel san Rafael a Tobías, que presentó en diciembre del mismo año, o extraídos de la mitología greco-romana, como los dos cuadros apaisados presentados al rey el 4 de enero de 1777, uno con Perseo liberando a Andrómeda del monstruo marino y el segundo con Hércules tebano y las columnas del Plus Ultra sobre el mar océano, valorados en seiscientos reales. Cercana a estos es una Marina con naufragio en colección privada madrileña, con una inscripción al dorso en la tela que indica «Joseph Carlos de Borbon P. año 1771».